# Roine Stolt
Roine Stolt (født 5. september 1956 i Uppsala) er en svensk guitarist/vokalist bedst kendt som grundlægger for og leder af det progressive rock band The Flower Kings men også som individuel kunstner samt medlem af grupperne Transatlantic, The Tangent og 70'er gruppen Kaipa. Sidstnævnte blev gendannet i starten af det nye årtusinde.

## Diskografi

### Med Kaipa
- Kaipa (1975)
- Inget Nytt Under Solen (1976)
- Solo (1978)
- Notes from the Past (2002)
- Keyholder (2003)
- Mindrevolutions (2005)

### Soloalbums
- Fantasia (1979)
- Behind The Walls (1985)
- The Lonely Heartbeat (1989)
- The Flower King (1994)
- Hydrophonia (1998)
- Wallstreet Voodoo (2005)
- Manifesto Of An Alchemist (2018) (som Roine Stolt's Flower King)

### Med The Flower Kings
- Back in the World of Adventures (1995)
- Retropolis (1996)
- Stardust We Are (1997)
- Scanning the Greenhouse (1998)
- Flower Power (1999)
- Space Revolver (2000)
- Alive on Planet Earth (2000)
- The Rainmaker (2001)
- Unfold the Future (2002)
- Meet the Flower Kings (2003)
- Adam & Eve (2004)
- Paradox Hotel (2006)
- Instant Delivery (2006)
- The Sum Of No Evil (2007)
- The Road Back Home (2007)
- Tour Kaputt (2011)
- Banks of Eden (2012)
- Desolation Rose (2013)
- Waiting For Miracles (2019)
- Islands (2020)

### Med Transatlantic
- SMPT:e (2000)
- Bridge Across Forever (2001)
- Live in America (2001)
- SMPTe: The Roine Stolt Mixes (2003)
- Live in Europe (2003)
- The Transatlantic Demos (2003)
- The Whirlwind (2009)
- Whirld Tour 2010: Live in London (2010)
- More Never Is Enough: Live In Manchester & Tilburg 2010 (2010)
- Kaleidoscope (2014)
- KaLIVEoscope (2014)
- The Absolute Universe (2021)

### Med Kaipa da Capo
- Dårskapens monotoni (2016)

### Med Bollenberg Experience
- Bollenberg Experience - If Only Stones Could Speak (2002)

### Med The Tangent
- The Music That Died Alone (2003)
- The World That We Drive Through (2004)
- Pyramids and Stars (2005)

### Med Karmakanic
- Entering The Spectra (2002)
- Wheel Of Life (2004)
- Who's The Boss In The Factory (2008)

### Med Circus Brimstone
- BrimStoned In Europe (2005)

### Med Agents of Mercy
- The Fading Ghosts of Twilight (2009)
- Dramarama (2010)
- The Black Forest (2011)

### Med 3rd World Electric
- Kilimanjaro Secret Brew (2009)

### Med Jon Anderson
- Invention of Knowledge (2016)

### Med The Sea Within
- The Sea Within (2018)

### Med Supernal End Game
- Touch the Sky - Volume I (2010)
- Touch the Sky - Volume II (2014)

## Andre albums

### Med The Flower Kings
- Édition Limitée Québec (1998)
- Fan Club 2000 (2000)
- Live In New York - Official Bootleg (2002)
- Fan Club 2002 (2002)
- BetchaWannaDanceStoopid!!! (2004)
- Fan Club 2004 (2004)
- Fan Club 2005 / Harvest (2005)
- Carpe Diem - Live In USA 2006 (2008)

### Udvalgte gæsteoptræden
- Neal Morse - ? (2005)
- Steve Hackett - Genesis Revisited II (2012)
- The Prog World Orchestra - A Proggy Christmas (2012)
- Charlie Faege & Tricky Dogs - Long Away and Far Ago (2016)